# Huang E
Pour les articles homonymes, voir Huang.
Dans ce nom, le nom de famille, Huang, précède le nom personnel.
Huang E (chinois 黄峨 ; pinyin Huáng É), née en 1498, morte en 1569, est une poétesse chinoise.
Nom social (zi) : Huang Xiumei (chinois 黄秀眉 ; pinyin Huáng Xiùmèi).

## Biographie
Huang E est la fille de Huang Ke (1449–1522), un haut fonctionnaire de la dynastie Ming, originaire du Sichuan. L'éducation qu'elle reçoit est celle habituellement réservé aux garçons. Elle se marie en 1519, à un âge tardif pour l'époque, avec Yang Shen, alors veuf. Yang Shen est lui-même issu d'une famille d'une famille d'un statut équivalent à celle de Huang E et est promis à un brillant avenir. Cependant, sous l'empereur Jiajing, Yang Shen est banni dans le Yunnan, où il passe le reste de sa vie. Huang E repartie dans le Sichuan pour gérer les biens de la famille, les deux époux sont dès lors séparés. Ils échangent une correspondance poétique qui fait de Hang E la poétesse la plus réputée de la dynastie Ming.

## Œuvre
Une première édition de ses poèmes paraît en 1570, une autre en 1608, avec de nombreux poèmes supplémentaires supposés avoir été retrouvés entretemps. Ces poèmes donnent l'image d'une poésie spontanée et pleine de franchise : tristesse, invectives (envers son époux et ses concubines). L'attribution des poèmes est très discutée. Un certain nombre pourraient avoir été forgés par les éditeurs, ou encore être de l'œuvre de Yang Shen. Les échanges poétiques entre amoureux dans la fiction étaient prisés des lecteurs et les époux Yang Shen et Huang E sont eux-mêmes devenus des personnages littéraires par la suite.
La plupart des poèmes attribués à Huang E sont des sanqu. Quelques-uns sont des ci et un très petit nombre des shi.

## Traduction
- * (en) Kang-i Sun Chang (dir.) et Haun Saussy (dir.), Women Writers of Traditional China: An Anthology of Poetry and Criticism, Stanford University Press, 1999